# コインブラ
コインブラ（葡: Coimbra [kuˈĩbɾɐ] ( 音声ファイル)）は、ポルトガルの都市および地方自治体。人口は約15万人、面積は約319.4km2。16の自治体によってコインブラ大都市圏を構成しており、その総人口は43万人以上。バイシュ・モンデーグ地域の中心都市で、コインブラ県の県都でもある。セントロ地方（Região Centro）で最も大きな街である。市外から大学に通う学生たちも多い。
リスボン大都市圏、ポルト大都市圏に次ぐ重要な地域であり、セントロ地方の都市を束ねる役割を果たしている。1139年から1255年までポルトガルの首都で、古代ローマ時代にはアエミニウムと呼ばれ、当時の遺跡が今でも残る。1290年にコインブラ大学が設立されたことによって、ポルトガルの文化的中心地に発展した。コインブラ大学はヨーロッパで最も古い大学のひとつで、世界遺産にも指定され、観光客も多い。

## 位置
コインブラはポルトガルのセントロ地方に位置し、ポルトから南120km、リスボンからは195km北にある。ポルトガルの主要道路が交わる場所なので、ポルトガルの交通の重要地点でもある。道路は隣接する港街フィゲイラ・ダ・フォシュの約40km東からモンデゴ川に沿って敷かれている。

## 重要性
以前は旧ベイラ州の州都であり、現在はセントロ地方の中心都市。ブラガと並んで、リスボン・ポルトに次ぐ重要都市とされる。密集した街路を持つコインブラはその歴史的な教会、図書館、美術館、また多くの公園や娯楽施設、病院、商店街などで知られるが、中でもヨーロッパ最古の歴史を持つコインブラ大学はひときわ有名である。

## 人口
コインブラ全域の人口は14万8443人。319.4km2の領域に5万5402世帯が暮らしている（1991年から2001年までの世帯増加率は17.1%）。また市の中心区域のみの人口は10万1060人。コインブラの「居住人口」（população presente）は15万7510人、「利用人口」（população utente）は20万人である。1日に平均4万3000人が市外から通勤・通学してくる。約43万人が16自治体、3372km2で構成されるコインブラ大都市圏に居住する。1864年から2001年までに、コインブラの人口は3倍に増えたとされ（ポルトガル全体の人口は同期間に2倍）、1991年から2001年の人口増加率は6.75%（ポルトガル全体の人口増加率は4.08%）。

## 歴史

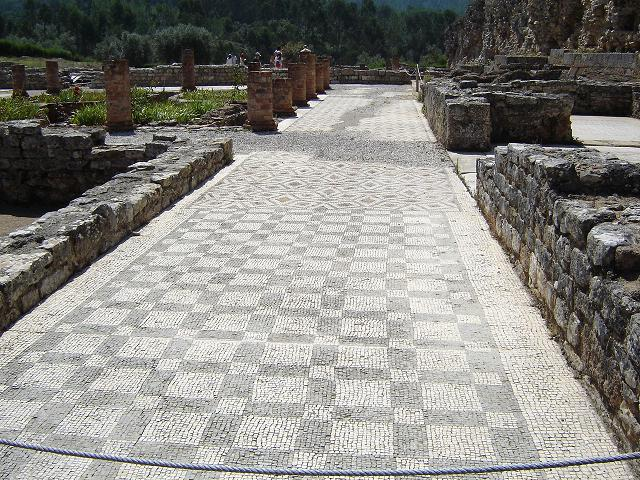
コニンブリガ考古遺跡

コインブラは古代ローマ時代にアエミニウム（Aeminium）と呼ばれた。コインブラから南に約15kmにあるコニンブリガ考古遺跡は、イベリア半島に残る最大規模の都市遺跡であり、かつてはケルト人の集落であったが、1世紀にローマ人によって都市が建設された。属州ルシタニアの中心として繁栄を極めたが、5世紀の西ゴート族の進入によって破壊され、この地域の政治の中心はアエミニウムに移った。西ゴート王国時代には、コインブラは、エミニオ（Emínio）と呼ばれるようになった。
711年、ウマイヤ朝がイベリア半島に侵攻を開始するとコインブラは、イベリア半島北部のキリスト教世界と半島南部のイスラム世界を結ぶ商業の中心地となった。1064年、コインブラは、レコンキスタを展開したフェルナンド1世によってムスリムから奪回された。コインブラを中心としたコインブラ伯領が設置され、モサラベの貴族シスナンド・ダヴィーディスによって統治されたが、後にポルトゥカーレ伯領に組み込まれた。カスティーリャ王国から独立を達成したアフォンソ・エンリケスは、王国の首都をコインブラに定め、1255年までブルゴーニュ王朝ポルトガル王国の首都であった。

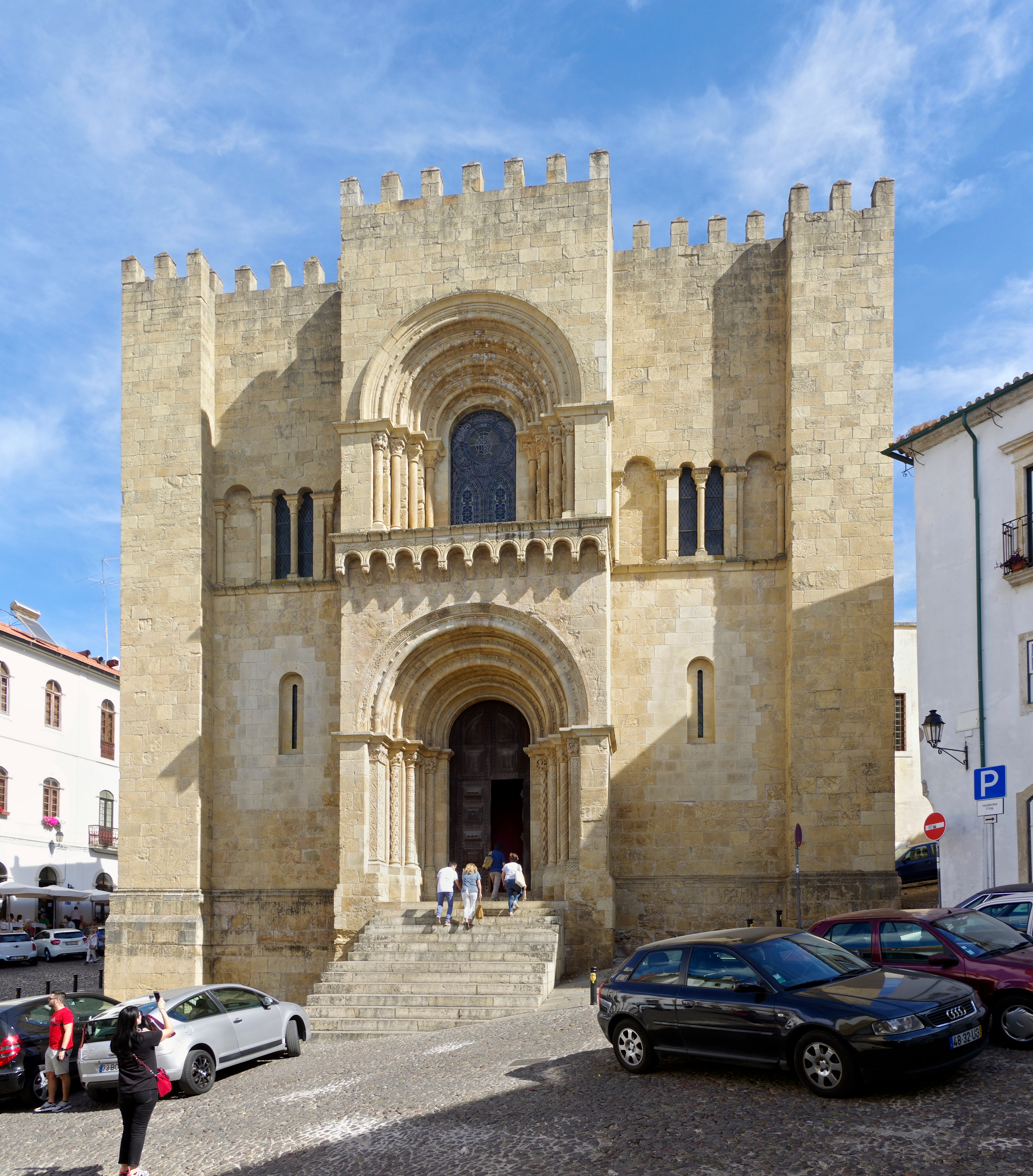
コインブラの旧大聖堂

コインブラの発展は、1290年に創設されたコインブラ大学が寄与するものが大きい。現在のコインブラには、当時からの建築物が多く残されている。
コインブラの旧大聖堂は、アフォンソ1世によって建築されたポルトガルに唯一残るロマネスク建築であり、第2代国王サンショ1世は、ここで、戴冠式を挙げている。

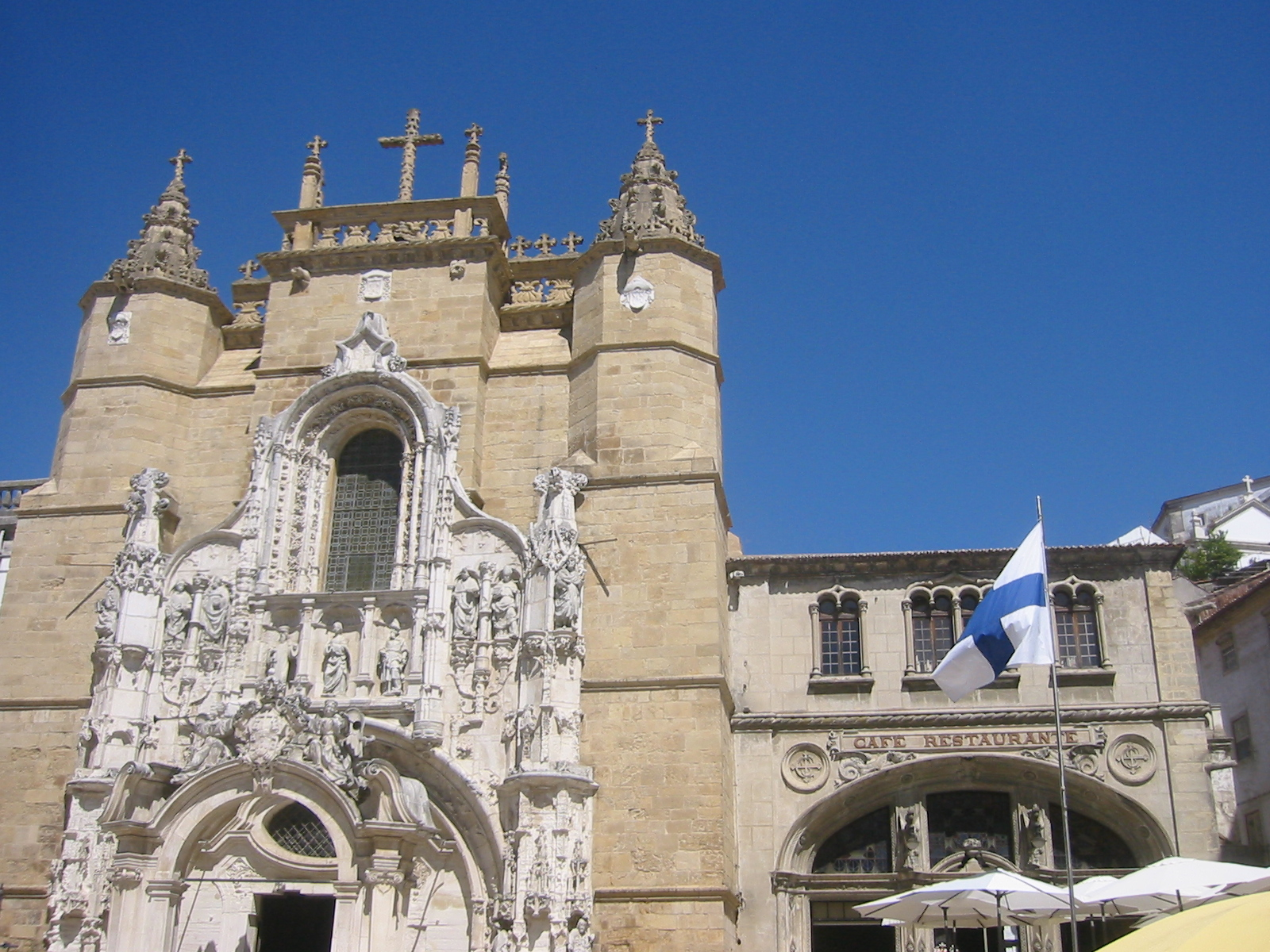
サンタ・クルース修道院のファサード

また、ポルトガルにおける宗教史において重要な役割を果たしているサンタ・クルース修道院もこの時代に建設が始まった。サンタ・クルース修道院は、16世紀に大幅な改築が施されており、美しいアズレージョで飾られている。
中世には、コインブラは2つに分けられた。貴族と聖職者が住むアルタ・アルメディーナ地区と川沿いの、商工業者が多く住むバイシャ地区である。街は今日アルメディーナ門として残る城壁で囲まれていた。ゴシック建築で知られる旧サンタ・クラーラ修道院は、14世紀前半、ディニース1世の王妃イザベルによってモンデーゴ川左岸に建てられた。旧修道院は川に近く、頻発する氾濫に悩まされ、17世紀、丘の上に新サンタ・クラーラ修道院が建設されるにあたって放棄され、王妃の荘厳なゴシック式霊廟も新修道院に移された。旧修道院は最近になって発掘され、川の左岸の浅瀬で見ることができる。18世紀、司教座は新大聖堂に移され、こちらの新大聖堂にはザビエルと大友宗麟の会見の絵があることで知られる。
言語学者 泉井久之助は、Coimbraはケルト語の名であるとし、com-（またはco-）+em- の縮約形 coim- は「しっかりと保持する、守備する」が原義であり、-briga から派生した -bra は「山」が原義であり、併せてコインブラの原義は「守りの山」、すなわち砦のことであると述べている。

## 交通
空港

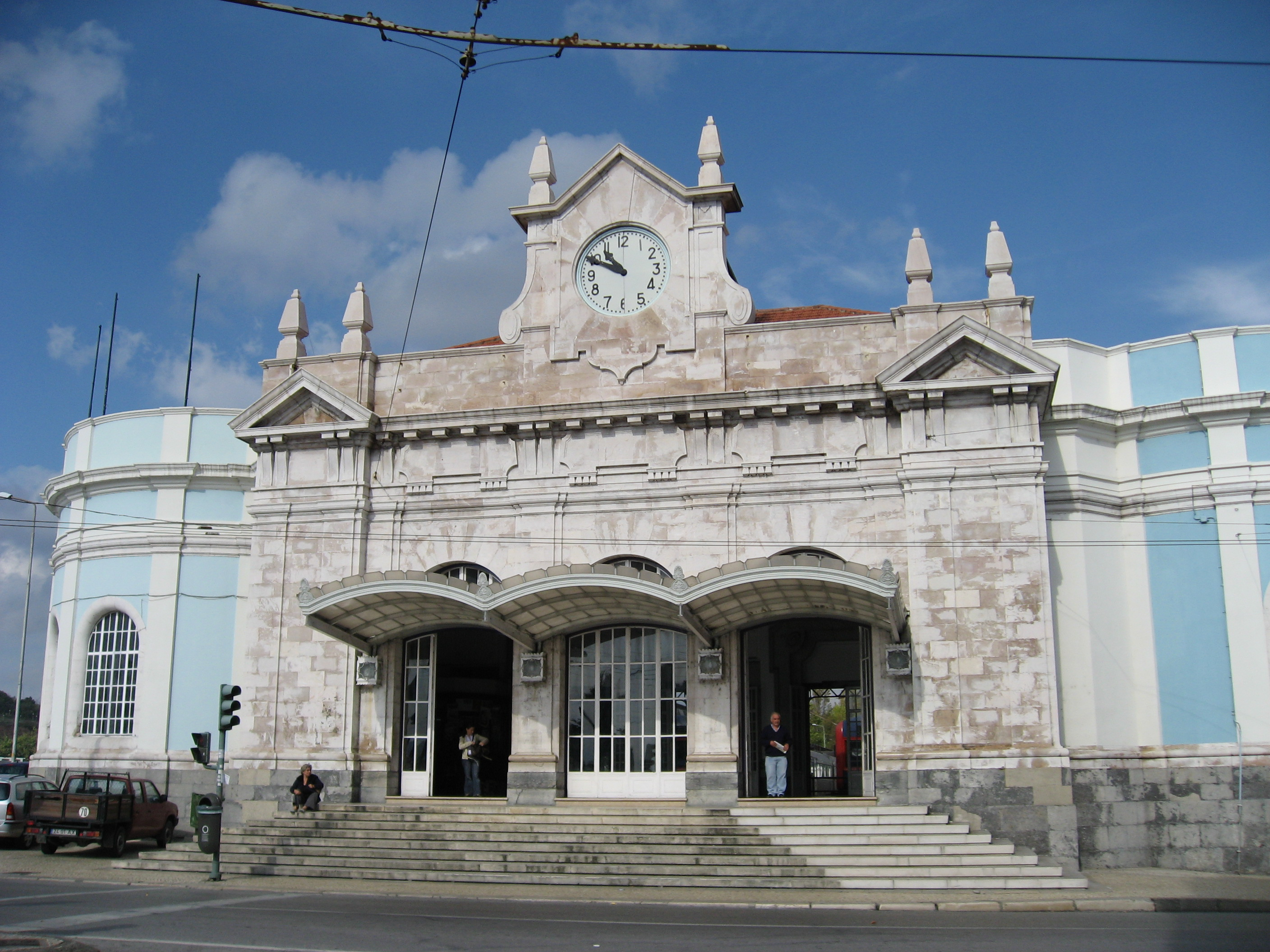
コインブラ駅

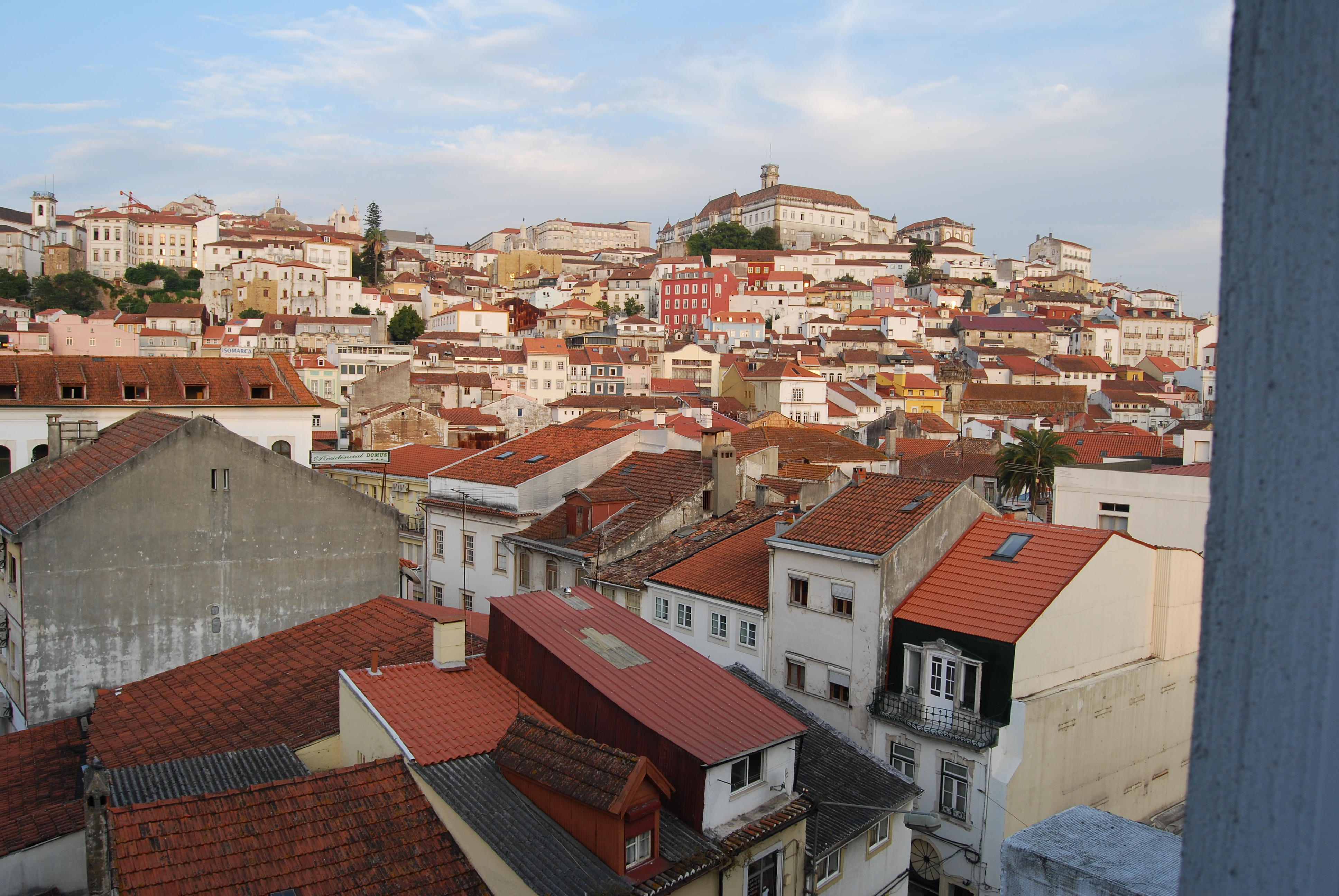
街並み

コインブラの南南東7.5kmにあるコインブラ空港（正式名称はビサヤ・バレト空港、ポルトガル語：Aeródromo Municipal Bissaya Barreto、3レターコード：CBP）であるが、定期航空便は設定されていない。旅行客にとっては、リスボン空港またはポルト空港が最寄り空港となる。
道路
東西に流れるモンデゴ川の北岸に位置するコインブラから、南部諸都市へ向かうためには、街の北西（下流側）にある国道N1のアスーデ橋（Ponte do Açude）、旧市街の袂に架かるサンタ・クラーラ橋（Ponte de Santa Clara）または、街の南東（上流側）の斜張橋であるライハ・サンタ橋（Ponte Rainha Santa）を渡ることになる。国土を南北に縦断している欧州自動車道路E1は街の西方を通過している。
鉄道
国土を南北に縦断する幹線鉄道路線を走る列車、例えばリスボンからポルトへ向かうアルファ・ペンドゥラール（AP：Alfa Pendular）やインターシティ（IC：Intercidades）などは、市街地の北西郊外にあるコインブラB駅（Coimbra-B）に停車する。そこから市街地中心部のコインブラ駅（Coimbra）へは、盲腸線が作られており、一部列車はコインブラ駅を始発あるいは終着駅とする近郊線（Urbanos de Coimbra）とポルトやAveiroから来る普通列車に接続している。一部ガイドブックに記載されている、APやICの接続列車というものは特に存在しないので注意が必要。
なお、APやICのコインブラB駅発着となる指定乗車券で、そのままコインブラ～コインブラB駅間を利用できる。
リスボン、ポルトへのアルファ・ペンドゥラールは、2016年2月現在1日11本あり、すべてコインブラB駅に停車する。リスボン・オリエンテ駅およびポルトまでの所要時間は、最速達の列車で1時間36分、59分である。
バス
長距離バスおよび国際バスは、コインブラA駅とコインブラB駅の中間地点付近にある、アスデ橋の袂にあるバスターミナルから発着する。リスボンやポルトへは1時間に1本程度運行されている。所要時間はそれぞれ2.5時間および1.5時間程度である。
- 長距離バス運行会社[4][5]

国際バスでは、例えばスペインのガリシア州（ビーゴ、サンティアゴ・デ・コンポステーラ、ア・コルーニャ）へ向かう便が1日1便（正午出発）、マドリッドへ向かう便が1日1便（9時出発）、セビーリャからマラガへ向かう夜行便が1日1便運行されている。
- 国際バス運行会社[6]

また、近郊の町へ向かうバスの多くもこのバスターミナルを発着する。

## 教育

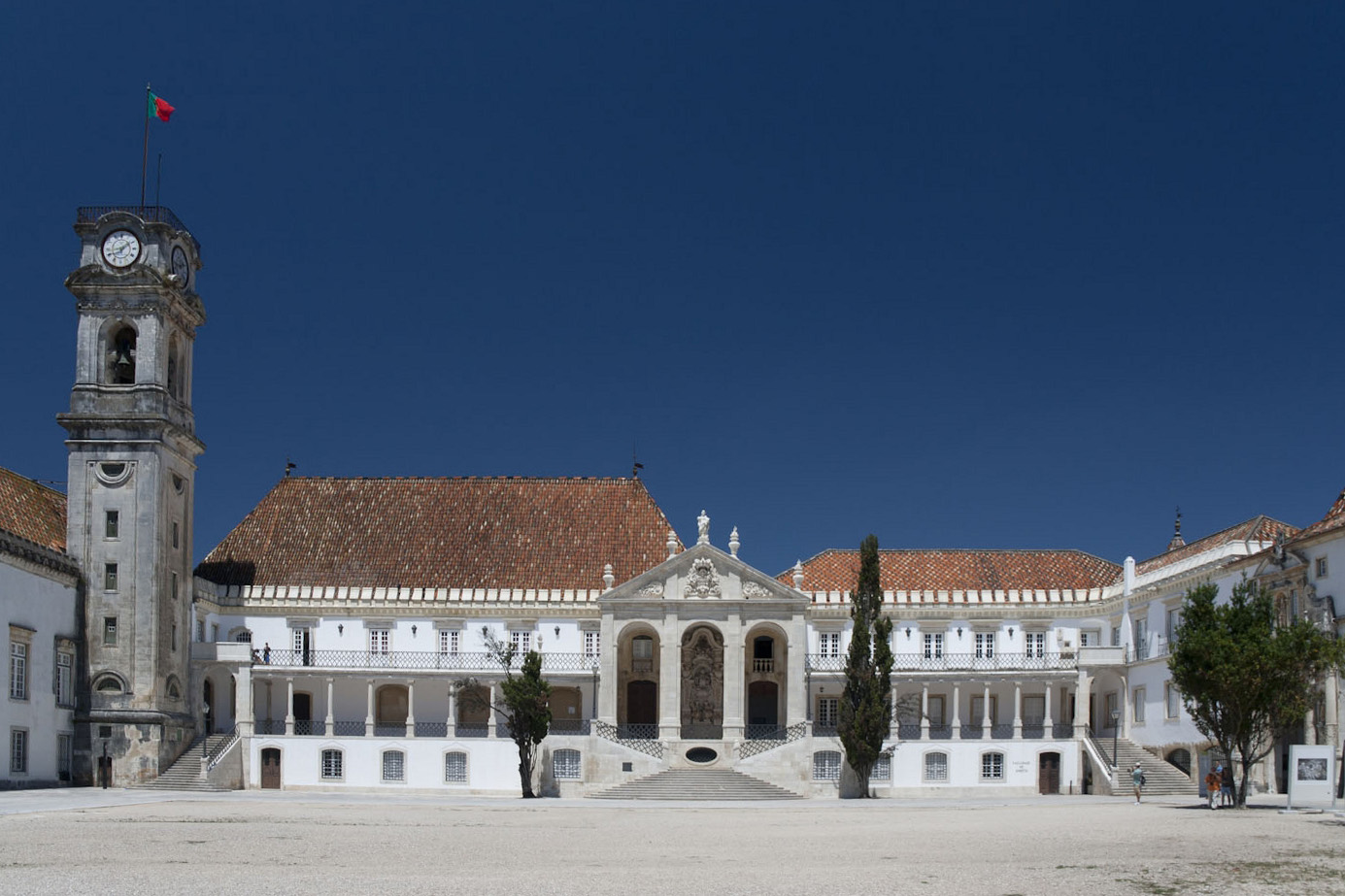
コインブラ大学

1290年創設のコインブラ大学はヨーロッパでも最古級の大学で、今でも黒いマントの学生が行き交う。16世紀（1556年2月 - 1557年3月）にそのコインブラ大学でベルナルド（日本名不詳）という日本人が学んだとの記録が残っている。ジョアニナ図書館は、内装各所に金箔が施され世界で最も美しい図書館と言われる。

## 姉妹都市
- サンタクララ、アメリカ合衆国(1971年)
- ハレ、ドイツ(1975年)
- ポワチエ、フランス(1979年)
- サラマンカ、スペイン（1980年）
- サントス、ブラジル（1981年）
- エクス＝アン＝プロヴァンス、フランス（1982年）
- ケンブリッジ、アメリカ合衆国
- ヤロスラヴリ、ロシア（1984年）
- フェズ、モロッコ（1988年）
- サンティアゴ・デ・コンポステーラ、スペイン（1994年）
- ミンデロ、カーボベルデ（1994年）
- クリチバ、ブラジル（1995年）
- サンパウロ、ブラジル（1997年）
- ベイラ(1997年)
- 海島市(zh:海島市政廳)、マカオ（1998年）
- パドヴァ、イタリア（1998年）
- ディリ、東ティモール（2002年）
- エシュ＝シュル＝アルゼット、ルクセンブルク（2005年）
- サラゴサ、スペイン(2005年)